# رود غراي
رود غراي (بالإنجليزية: Roderick Gray)‏ هو لاعب اتحاد الرغبي نيوزلندي، ولد في 22 أكتوبر 1870 في ماسترتون ‏ في نيوزيلندا، وتوفي في 27 مايو 1951.